# نرتسوایلر
نرتسوایلر (به آلمانی: Nerzweiler) یک شهر در آلمان است که در Lauterecken-Wolfstein واقع شده‌است. نرتسوایلر ۱۲۲ نفر جمعیت دارد.